# Jan Kristián Břežský
Jan Kristián Břežský či Lehnicko-Břežský (28. srpna 1591, Ohlau – 25. prosince 1639, Ostróda) byl lehnický a břežský kníže z dynastie slezských Piastovců.

## Život
Byl synem břežského knížete Jáchyma Fridricha a jeho ženy Anny Marie z Anhaltu. Stal se vedoucím delegace slezských stavů a vedl na počátku prvního desetiletí 17. století obrat Slezanů od Rudolfa II. k jeho bratrovi Matyáši. V době, kdy se začalo formovat české stavovské povstání se stal vrchním slezským hejtmanem. Díky svým diplomatickým schopnostem a dobrými styky s Janem Jiřím Krnovským a Václavem Minsterberským se zařadil mezi vůdce protestantů ve Slezsku.
Po bitvě na Bílé hoře ochotně přijímal do svého knížectví exulanty z Čech a Moravy.
Po porážce stavů odešel do emigrace.